# 韋斯咸2015年至2016年球季
韋斯咸2015年至2016年球季（英語：2015–16 West Ham United F.C. season）是西汉姆联足球俱乐部在英格蘭足球聯賽第90個球季，自2012年透過附加賽升班後重返頂級聯賽連續第四個球季，去季以第12位結束球季，並透過公平競技取得歐霸盃的參賽資格。
本球季是韋斯聯以由1904年已開始用作主場的厄普顿公园球场作賽的最後一個球季，季後搬遷到伦敦奥林匹克体育场。

## 球員名單
粗體字為本季新加盟球員

## 成績

### 大倫敦打吡

#### 東·北倫敦打吡
阿仙奴
熱刺

#### 東·西倫敦打吡
車路士

#### 東·南倫敦打吡
水晶宮

## 外部連結
- 韋斯咸官方網站
- espnfc.com: West Ham Ubited Home （页面存档备份，存于）
- West Ham @ Soccerbase （页面存档备份，存于）
- westhamunitedMad （页面存档备份，存于）
- historicalkits.co.uk: Barclays English Premier League 2015 - 2016 （页面存档备份，存于）